# UH 25
UH 25はロケット用の混合燃料である。ヨーロッパのアリアン2から4ロケットのために開発された。
UH 25はアリアン1の2回目の打ち上げから使用された。打ち上げ時、第一段目の4基あるバイキングエンジンの一基が不安定燃焼に陥り火災が発生した。その後爆発して機体は破壊された。この事件によりアリアン1では従来の燃料が使用されアリアン2から純粋な非対称ジメチルヒドラジン(UDMH)から混合燃料であるUH25へ変更された。
UH 25混合燃料はアリアン2から4まで使用され現在はインドのPSLVとGSLVロケットでも使用される。インドのロケットのエンジンはバイキングエンジンをライセンス生産したものである。
UH 25は75% UDMHと25% ヒドラジンの混合燃料である。酸化剤として四酸化二窒素と組み合わせて使用する事で、自己着火性で毒性、腐食性を持つが常温で保管できるロケット燃料である。

## 危険性
UH 25はヒドラジンや非対称ジメチルヒドラジンと同様の性質で毒性や腐食性がある。 ヒドラジンやUDMH同様発ガン性がある。

### 警告表示
|        |          |
| T 毒性 | F 可燃性 |